# Euidella basilinea
Euidella basilinea är en insektsart som först beskrevs av Ernst Friedrich Germar 1821.  I den svenska databasen Dyntaxa används istället namnet Euides basilinea. Enligt Catalogue of Life ingår Euidella basilinea i släktet Euidella och familjen sporrstritar, men enligt Dyntaxa är tillhörigheten istället släktet Euides och familjen sporrstritar. Arten har ej påträffats i Sverige. Inga underarter finns listade i Catalogue of Life.